# Baranjčice
Baranjčice : priče iz života Srba Baranjaca, knjiga (158 stranica, visina 19 cm) koju je "napisao Stevan Radić". Izdana ćirilicom u Sremskim Karlovcima 1898. godine; tisak Srpska manastirska štamparija. "Cena je knjizi 40 novč/ića/".
Literatura: "Tri stoljeća Belja", Osijek, 1986. (str. 316) - Elektronski katalog Biblioteke Matice srpske.